# مايك كون (كاتب)
مايك كون (بالإنجليزية: Mike Cohn)‏ هو كاتب أمريكي، ولد في 25 أغسطس 1962.

## وصلات خارجية
- الموقع الرسمي